# Secció de Bàsquet del Futbol Club Barcelona Plantilla 2005-2006
La temporada 2005-2006, la plantilla del primer equip de bàsquet del Futbol Club Barcelona era formada pels següents jugadors:
| - 5 Gianluca Basile - 6 Romain Sato - 7 Gregor Fucka - 8 Jordi Trias - 9 Denis Marconato - 10 Shammond Williams - 11 Juan Carlos Navarro - 12 Ed Cota |  | - 13 Milos Vujanic - 14 Rodrigo de la Fuente - 18 Giannis Bourousis - 20 Mikhalis Kakiuzis - 21 "Bootsy" Thornton - 32 Víctor Sada - 33 Marc Gasol - 44 Roger Grimau |

Entrenador:  Dusko Ivanovic